# Grottes de Pindaï
Les grottes de Pindaï sont situées dans la péninsule du même nom, en face du village de Népoui (commune de Poya, province Nord), sur la côte ouest de l'île de Grande Terre en Nouvelle-Calédonie. Elles constituent un site archéologique et paléontologique.

## Gisement paléontologique
Des ossements fossiles d'une faune datée de l'Holocène, comprenant l'oiseau géant Sylviornis, le crocodile terrestre Mekosuchus inexpectatus et la tortue à corne Meiolania, y ont été découverts,.